# Emil Čuk
Emil Čuk, slovenski pisatelj, * 27. februar 1938, Prosek, Italija.
Rodil se je v slovenski družini Emilu in Mariji Čuk, rojeni Šegina, v Proseku pri Trstu. V Trstu je obiskoval slovenski znanstveni licej France Prešeren in leta 1959 maturiral. Študij je nadaljeval na tehniški fakulteti tržaške univerze, vendar je študij zaradi bolezni opustil. Pisati je začel že kot dijak, kratke črtice je objavljal v licejskem listu Literarne vaje. Tu je v šolskem letu 1954/1955 v nadaljevanjih izhajala njegova povest Študent Karel ki je aprila 1955 izšla še v separatnem natisu (COBISS), katerega izvod hrani tudi Narodna in univerzitetna knjižnica v Ljubljani.